# Spółdzielnia Mieszkaniowa im. I.J. Paderewskiego w Katowicach
Spółdzielnia Mieszkaniowa im. I.J. Paderewskiego – jedna ze spółdzielni mieszkaniowych w Katowicach, założona 5 kwietnia 1991 roku.

## Historia
Spółdzielnia została założona 5 kwietnia 1991 roku, wskutek podzielenia Katowickiej Spółdzielni Mieszkaniowej. Obecnie obejmuje ona znaczną część Osiedla Paderewskiego w Katowicach, dokładniej ulicę Sikorskiego, ulicę Sowińskiego, ulicę Graniczną oraz część ulicy Paderewskiego.

## Organy
- Prezes Zarządu – Lidia Grodowska
- Zastępca Prezesa Zarządu ds. Organizacyjno-Pracowniczych – Janusz Zdziebło
- Zastępca Prezesa Zarządu ds. Ekonomicznych. Główny Księgowy - Karol Lentas
- Przewodniczący Rady Nadzorczej – Szymaniec Tadeusz
- Zastępca Przewodniczącego Rady Nadzorczej – Pająk Dariusz
- Sekretarz Rady Nadzorczej – Czarnecka Grażyna

Źródło:

## Zasoby
Spółdzielnia posiada w swoich zasobach:
- 27 budynków wielorodzinnych (w tym 20 budynków X- oraz XI-kondygnacyjnych, a także 7 budynków VI-kondygnacyjnych)
- 4146 lokali mieszkalnych
- 96 garaży
- 24,63 ha terenów spółdzielczych
- 201 549,09 m² łącznej powierzchni użytkowej lokali mieszkalnych
- 1 634,45 m² łącznej powierzchni użytkowej garaży

Źródło: